# Die Auktion der Sammlung Huldschinsky, Berlin
Die Auktion der Sammlung Huldschinsky, Berlin, kurz auch Auktion Huldschinsky, ist ein in zwei Varianten in Öl auf Leinwand ausgeführtes Motiv des Malers Max Slevogt. Die sich heute im Germanischen Nationalmuseum in Nürnberg befindliche Version ist 51,3 cm hoch und 62,5 cm breit. Die Variante im Niedersächsischen Landesmuseums in Hannover ist bei gleicher Breite 51,5 cm hoch. Beide Werke zeigen den Auktionssaal während der Versteigerung der Kunstsammlung von Oscar Huldschinsky, die im Mai 1928 im Berliner Hotel Esplanade stattfand. Die im Stil des Impressionismus skizzenhaft ausgeführten Bilder knüpfen als Ereignisbild thematisch an die Tradition der Historienmalerei an.

## Beschreibung
Slevogt zeigt in den beiden Gemälden jeweils den Auktionssaal während der Versteigerung der Sammlung Huldschinsky. Der Blick geht von einem seitlichen Standpunkt aus über das dicht gedrängt sitzende Publikum in die Tiefe des Raumes. Von rechts ragt diagonal eine an ein Theater erinnernden Bühne in den Saal. Dort steht auf einem Podest ein langgestreckter Tisch vor einem drapierten tiefroten Vorhang. Hinter dem Tisch hat sich die Gruppe der Auktionatoren eingefunden. Tonangebend, mit dem Auktionshammer in der Hand, hat sich als Hauptperson der Münchner Kunsthändler Hugo Helbing erhoben, rechts und links flankiert von den sitzenden Grete Ring und Walter Feilchenfeldt, beide Inhaber des Berliner Kunstsalons Paul Cassirer. Bei den weiteren Personen am Tisch handelt es sich vermutlich um Schriftführer. Im Kontrast zum roten Vorhang stehen der in Ocker- und Brauntönen gehaltene Saal und die beiden mächtigen goldenen Kronleuchter, die ihr Licht auf die Szenerie werfen.
Die beiden Fassungen unterscheiden sich nur in wenigen Details. So variiert beispielsweise der Blickwinkel auf das Geschehen – in der Nürnberger Fassung ist der Standpunkt des Malers etwas weiter hinten im Saal, in der Fassung in Hannover ist es eine seitlichere Ansicht. Weiterhin gibt es in der Bildversion in Hannover links vom Auktionstisch einen einzelnen Stuhl, der im Gemälde aus Nürnberg fehlt. An seiner Stelle tritt in dieser Version eine mit rotem Stoff verkleidete Fläche, die möglicherweise als Hintergrund zur Präsentation von Verkaufsobjekten dient. Die Version aus Nürnberg ist bei der Behandlung des Publikums weit skizzenhafter ausgeführt als das Schwesterbild aus Hannover. Während beim Nürnberger Bild die grob ausgeführten und zum Podium blickenden Zuschauer vor allem von hinten und somit gesichtslos dargestellt sind, können in der Version aus Hannover in den Zuschauerreihen Silhouetten von Gesichtern ausgemacht werden. Zudem ist vor der Bühne deutlich eine Gruppe sich unterhaltender Personen zu erkennen. Weiterhin finden sich in dieser Version am rechten Bildrand zwei stehende Personen. Beide Werke sind oben rechts mit „Slevogt 28“ signiert und datiert.
Slevogt hat die Huldschinsky-Auktion als spontane Momentaufnahme mit flüchtigem Pinselduktus skizzenhaft ausgeführt. Teilweise, etwa im Bereich der Decke und der Marmorwände, arbeitete er mit einem dünnen, aquarellartig wirkenden Farbauftrag. Die Bildkomposition ist zu allen Seiten motivisch beschnitten. Vorbilder hierfür sind gleichermaßen Werke des französischen Impressionismus wie japanische Ukiyo-e-Druckgrafik. Für Sigrun Pass hat Slevogt versucht „die Atmosphäre des von Menschen überfüllten Raumes, deren Hektik und Anspannung im schnell wechselnden Hin und Her von Auktionator und Bietern“ einzufangen. Hans Werner Grohn lobte Slevogts malerische Ausführung: „Die Mischung von oberflächlicher Festlichkeit und der sehr typischen, aufgeregten Spannung, die das Geschehen bei einer Auktion mit hervorragenden Verkaufsereignissen prägt, hat er vortrefflich erfaßt.“

## „Die Auktion“ als modernes Historienbild
Slevogts Ansichten der Auktion Huldschinsky sind die ersten Gemälde, die eine Versteigerung von Kunstwerken zeigen. Anlass hierzu war die Auktion der Sammlung des Industriellen Oskar Huldschinsky, die am 10. und 11. Mai 1928 im Marmorsaal des Berliner Hotels Esplanade in der Bellevuestraße unweit des Potsdamer Platzes stattfand. Organisiert wurde die Versteigerung gemeinschaftlich von der Münchner Kunsthandlung Hugo Helbing und dem Berliner Kunstsalon Paul Cassirer. Zur Auktion erschien ein aufwendig gestalteter Katalog, der die zu versteigernden Werke berühmter Künstler wie Rembrandt van Rijn, Frans Hals, Peter Paul Rubens, Hans Holbein der Jüngere und Sandro Botticelli illustrierte. Angesichts der Bedeutung der zu verkaufenden Werke gab es hohe Erwartungen an die Verkaufserlöse.
Die Sammlung entstand während des Kaiserreiches unter der Beratung des Museumsdirektors Wilhelm von Bode, der mehrere Kunstsammler bei Ankäufen mit seiner Expertise unterstützt hatte. Die Sammlung Huldschinsky war die letzte umfangreiche private Altmeistersammlung in Berlin, bevor sie 1928, wie andere zuvor, aus wirtschaftlichen Gründen vor der Auflösung stand. Entsprechend inszenierten die Auktionatoren die Versteigerung zum gesellschaftlichen Ereignis, zu dem Museumsmitarbeiter, Kunsthändler und Sammler aus dem In- und Ausland anreisten.
Max Slevogt lebte seit 1901 in Berlin, hielt sich häufig aber auch auf seinem Landsitz in der Pfalz auf. In der Hauptstadt verfügte er über ein Netzwerk von Freunden, Händlern und Sammlern. Im Frühsommer 1928 arbeitete er in Berlin an einem Sgraffito, mit dem er einen Saal der Gaststätte der Brauerei Berliner Kindl am Kurfürstendamm ausschmückte, das er im Juli des Jahres fertigstellte. Möglicherweise haben die in den Berliner Zeitungen veröffentlichten zahlreichen Vorberichte zur anstehenden Versteigerung der Sammlung Huldschinsky auch Slevogt bewogen, an diesem vieldiskutierten Ereignis teilzunehmen. Wie aus seinem Taschenkalender hervorgeht, entstanden die beiden Gemäldefassungen jeweils um einen Tag zeitversetzt zu den Auktionstagen am 11. und 12. Mai 1928, wobei nicht feststeht, welche Version an welchem Tag gemalt wurde.
Im Gesamtwerk von Slevogt finden sich sehr unterschiedliche Genres wie Porträts, Landschaften und Stillleben. Immer wieder hat er auch Innenansichten gemalt, darunter neben häuslichen Szenen auch Darstellungen in Kirchen oder von Bühnenszenen. So zeigt er in Die Champagner-Arie aus Don Giovanni (d’Andrade an der Rampe) von 1902 (Niedersächsisches Landesmuseum) einen seitlichen Blick auf eine Opernbühne, die im Bildaufbau das 26 Jahre später gemalte Motiv der Huldschinsky-Auktion vorwegzunehmen scheint. Den Bietern im Auktionssaal entsprechen hier die Musiker im Orchestergraben vor der Bühne und statt des Auktionators Hugo Helbing mit erhobenem Arm steht hier der Sänger Francisco d’Andrade im Rampenlicht. Neben Bühnenaufführungen zeigte Slevogt wiederholt auch andere zeitgenössische Veranstaltungen, etwa im Gemälde Faschingsball der Berliner Sezession von 1907 oder in der Darstellung Pause im Boxring von 1923 (beide Privatbesitz). In der Masse der Tanzenden sind individuelle Personen ebenso wenig auszumachen wie im Publikum der Auktion Huldschinsky. Die Zuschauer der Boxveranstaltung werden bis auf eine Ausnahme im Vordergrund zur konturlosen Masse im Hintergrund. Im Boxring wie später bei der Huldschinsky-Auktion zeigt Slevogt einen Innenraum mit einer durch ein Ereignis gespannter Atmosphäre, wobei der Bildbetrachter im übertragenden Sinn Teil des Publikums wird.

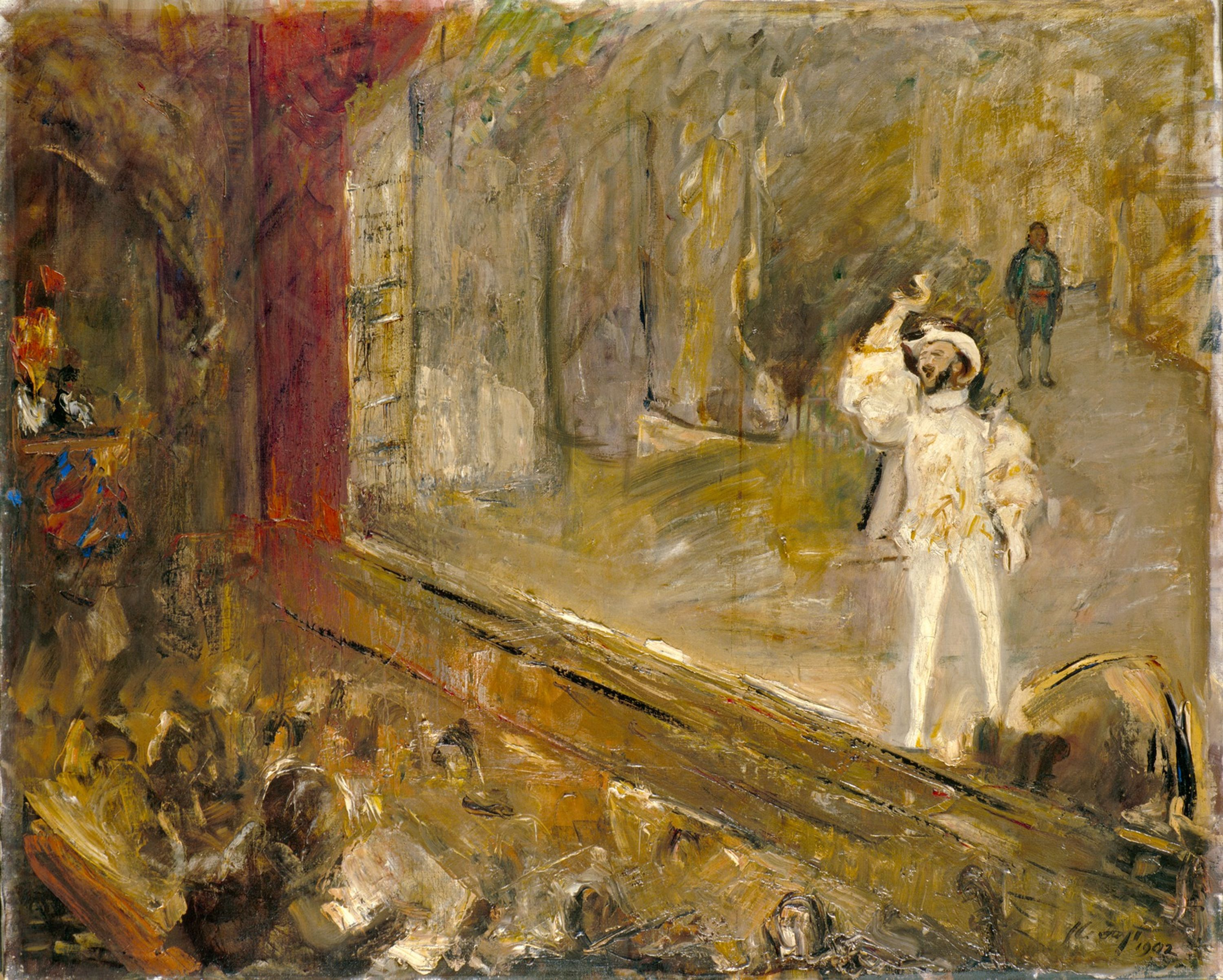
Max Slevogt: Die Champagner-Arie aus Don Giovanni (d’Andrade an der Rampe), 1902
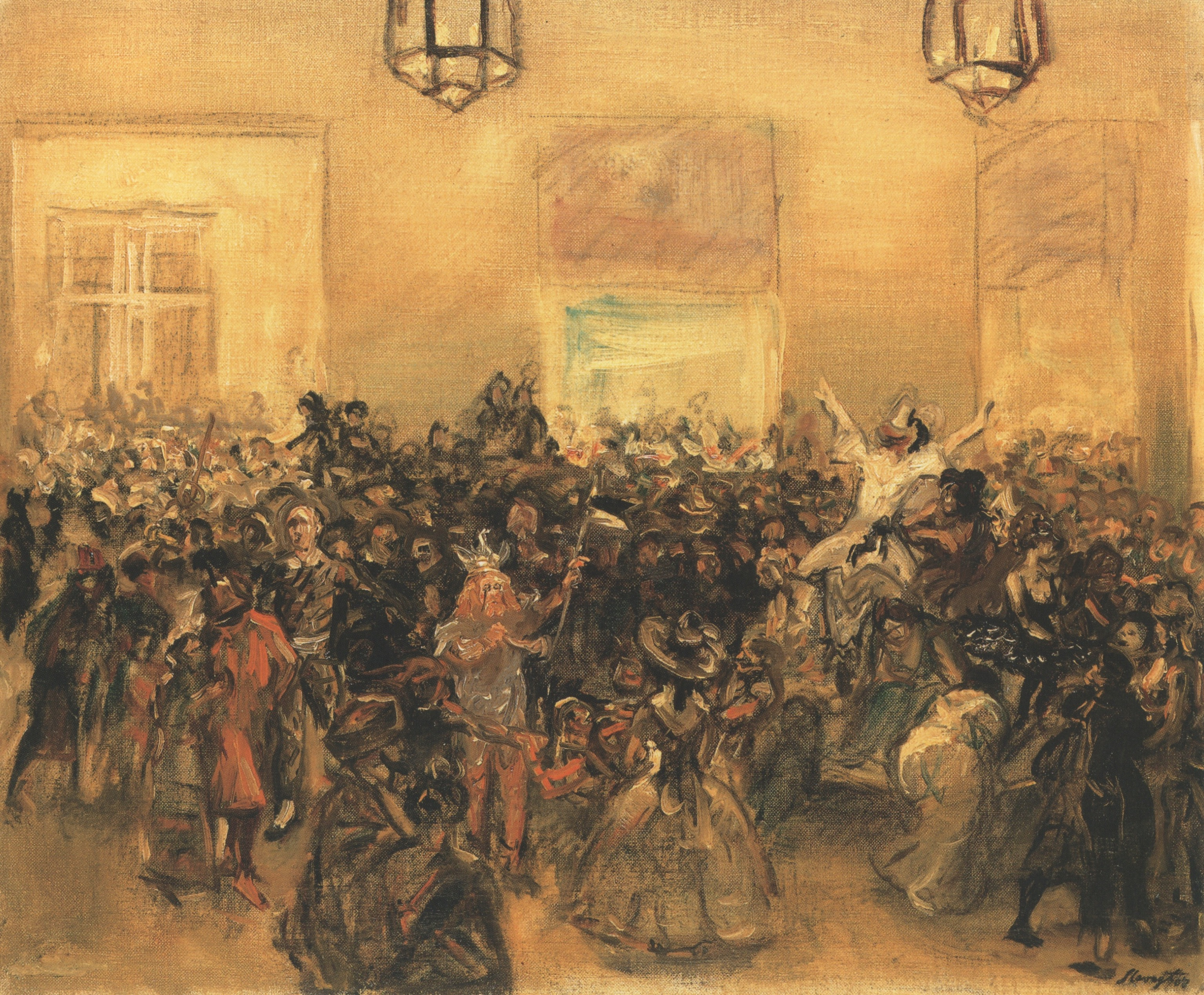
Max Slevogt: Faschingsball der Berliner Sezession, 1907
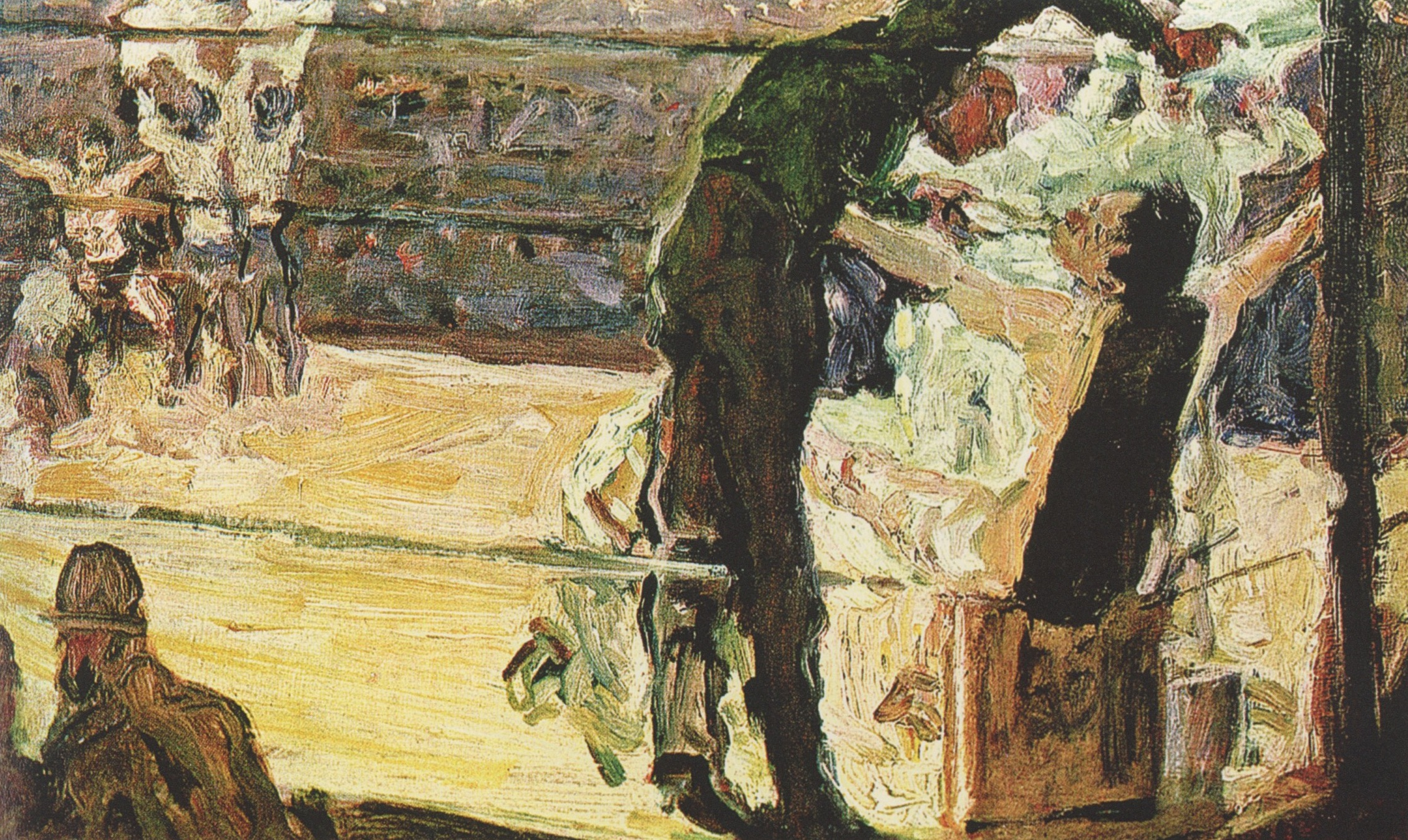
Max Slevogt: Pause im Boxring, 1923

Die bildnerische Wiedergabe der Huldschinsky-Auktion kann ebenso als Historienbild gelesen werden. Dieses Genre erfreute sich vor allem im 19. Jahrhundert großer Beliebtheit. Bekanntes Beispiel hierfür ist in der deutschen Malerei das Gemälde Die Proklamierung des deutschen Kaiserreiches (18. Januar 1871) des für seine detailreiche Feinmalerei bekannten und von Kaiser Wilhelm II. geschätzten Anton von Werner. Die Vertreter der impressionistischen Malerei lehnten mehrheitlich solch historische Motive ab, da sie damit die traditionelle Kunstauffassung der Akademien verbanden. Zu den Ausnahmen gehörte der von Slevogt als Vorbild betrachtete französische Maler Édouard Manet, der mehrere historische Ereignisse festhielt, darunter verschiedene Versionen des Motivs Die Erschießung Kaiser Maximilians von Mexiko.
Slevogt selbst nahm sich wiederholt historischen Motiven an. So griff er mit Fernando Cortez vor Kaiser Montezuma von Mexico von 1917 (Kunsthalle Bremen) ebenfalls ein geschichtliches Ereignis auf, das im fernen Amerika angesiedelt ist. Hierin verzichtete er erneut auf eine detaillierte Darstellung und versuchte stattdessen mit flüchtigem Pinselstrich und intensiven Farben eine exotische Atmosphäre einzufangen. Ein Art zeitgenössisches Historienbild schuf Slevogt mit dem Bild Einzug von 1913 (Niedersächsisches Landesmuseum). Hierin geht der Blick des Betrachters vom Obergeschoss des Palais Arnim zum mit Fahnen geschmückten Pariser Platz, auf dem gerade die Militärparade zum 25-jährigen Regierungsjubiläum von Kaiser Wilhelm II. vorbei zieht. Auch hier ging es Slevogt nicht um eine detailreiche Ausführung, sondern um eine farbenfrohe Szenerie, die sich aus den flüchtig skizzierten Uniformierten ergibt. Ebenso wenig war das Bild Ausdruck der Bewunderung für den Kaiser, dem Slevogt eher skeptisch gegenüberstand.
In den beiden Darstellungen der Huldschinsky-Auktion von 1928 kam Slevogt noch einmal auf die vergangene Kaiserzeit zurück. Der Verkauf der Meisterwerke, der vor allem ins Ausland erfolgte, dokumentierte einen kulturellen Niedergang, der zehn Jahre zuvor mit dem Ende der Monarchie begonnen hatte. Slevogt wollte diesen „historisch eingestuften Augenblick“ als „ein für die damalige Situation in Deutschland symptomatisches Ereignis“ festhalten, möglicherweise „als politisches Gegenbild“ zu den „sich selbst verherrlichenden Geschichtsbildern des 19. Jahrhunderts“.

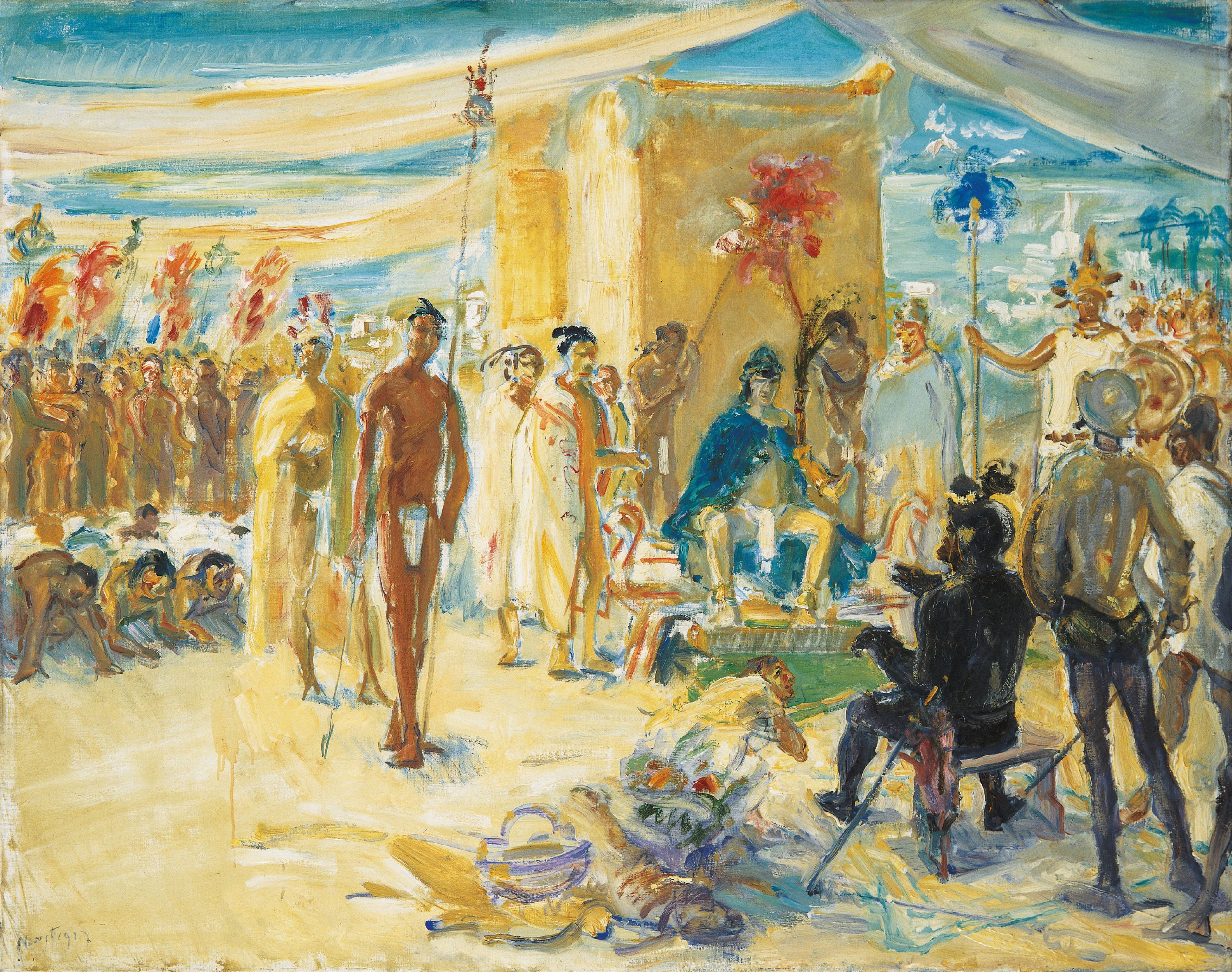
Max Slevogt: Fernando Cortez vor Kaiser Montezuma von Mexico, 1917
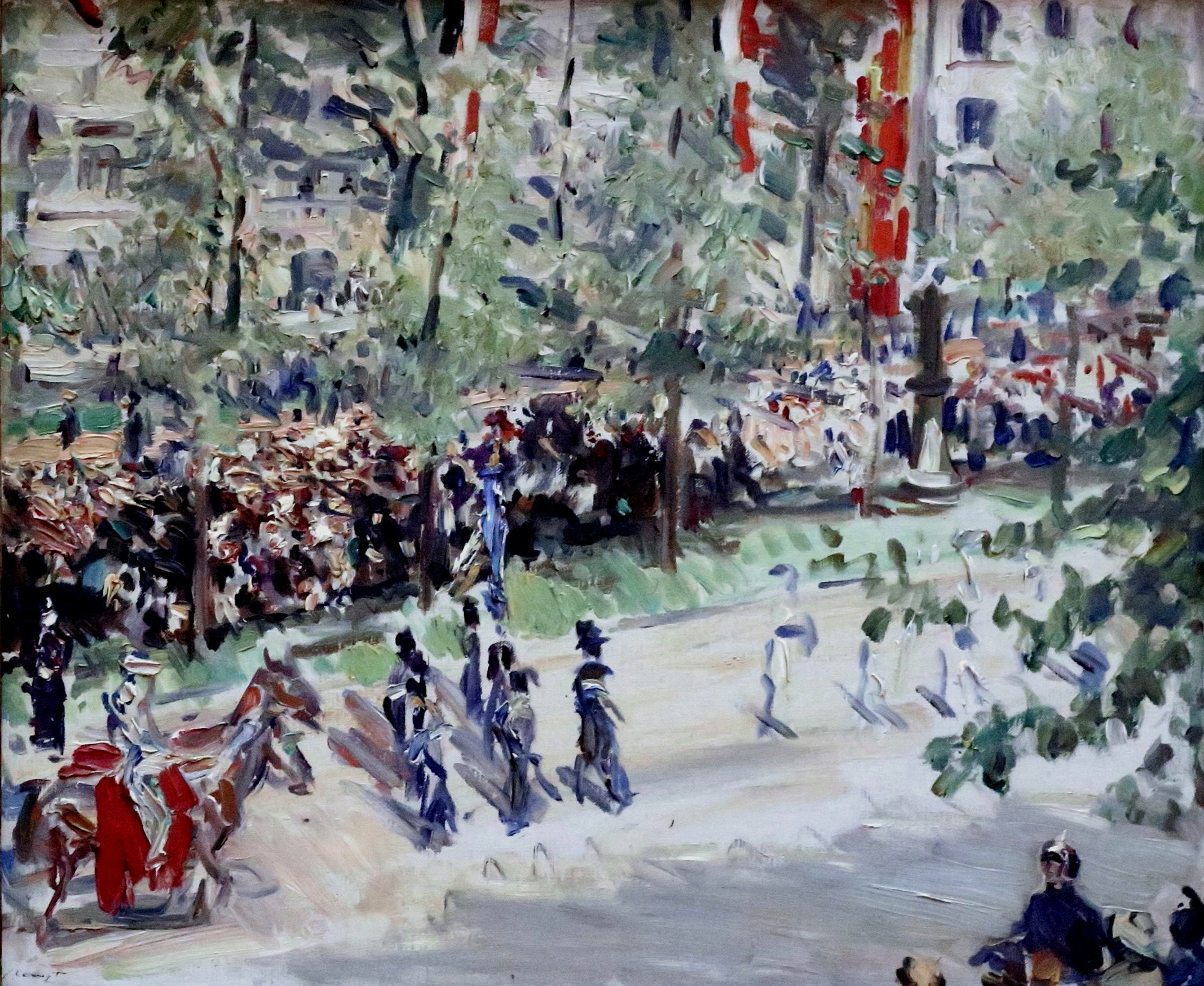
Max Slevogt: Einzug, 1913

## Provenienzen
Bereits im Jahr der Entstehung verkaufte Slevogt eine Version des Motivs an die Stadt Nürnberg, die es für ihre Gemälde- und Skulpturensammlung erwarb und mit der Nummer 480 inventarisierte. Das Slevogt-Bild gelangte als Dauerleihgabe in das Germanischen Nationalmuseum, wo es mit der Inventarnummer Gm1771 geführt wird.
Die zweite Variante des Sujets gehörte im Oktober/November 1928 zur großen Ausstellung, die anlässlich des 60. Geburtstags von Max Slevogt in der Preußische Akademie der Künste in Berlin zu sehen war. Das als Auktion Huldschinsky bezeichnete Bild war dort als „verkäuflich“ gekennzeichnet. Das Berliner Tageblatt illustrierte in seiner Ausgabe vom 2. Oktober 1928 einen Artikel zur Ausstellung mit einer Schwarzweiß-Fotografie des dort gezeigten Bildes und hob hervor, dass dieses Werk aus dem Besitz des Kunstsalons Paul Cassirer in der Zeitung erstmals reproduziert worden sei. 1932 war das Gemälde in der Max-Slevogt-Ausstellung der Kestner Gesellschaft in Hannover zu sehen. Das Gemälde wurde aus der Ausstellung heraus für die Pelikan-Kunstsammlung in Hannover erworben. Damaliger Alleineigentümer der Günter-Wagner-Pelikan-Werke war der Unternehmer Fritz Beindorff, der auch zu den Mitbegründern der Kestner Gesellschaft gehörte. Seit 1953 befindet sich das Gemälde als Dauerleihgabe im Niedersächsischen Landesmuseum in Hannover. Anfang der 1980er Jahre mussten sich die Pelikan-Werke „im Augenblick krisenhafter Schwierigkeiten“ von ihrer Kunstsammlung trennen. Um diese Sammlung, zu der auch bedeutende Werke der niederländischen Barockmalerei gehörten, für das Niedersächsische Landesmuseum zu retten, finanzierten mehrere Unternehmen deren Übernahme. Slevogts Gemälde der Huldschinsky-Auktion wurde hierbei von der Stadtsparkasse Hannover (heute Sparkasse Hannover) erworben, die das Werk weiterhin als Dauerleihgabe dem Museum überlässt. Im Niedersächsischen Landesmuseum ist es mit der Inventarnummer L 057 katalogisiert.